# Giuseppe D'Ambrosio
Giuseppe D'Ambrosio (Andria, 29 avril 1978) est un homme politique italien.

## Biographie
En 2013, il est élu député de la circonscription Pouilles pour le Mouvement 5 étoiles, il est réélu en 2018.